# توماس بوكانان ريد
توماس بوكانان ريد (بالإنجليزية: Thomas Buchanan Read)‏ هو نحات ورسام وشاعر أمريكي، ولد في 12 مارس 1822 في Downingtown station ‏ في الولايات المتحدة، وتوفي في 11 مايو 1872 في نيويورك في الولايات المتحدة بسبب ذات الرئة.